# HMS Defender (2009)
HMS Defender (D36) (с англ. — «Эскадренный миноносец Eё величества «Дефендер», бортовой номер 36») — британский эскадренный миноносец типа 45, или типа Daring, Королевского военно-морского флота. Является восьмым кораблём британского флота, носящим это имя. Строительство началось в 2006 году, спущен на воду в 2009 году. После завершения ходовых испытаний в октябре-ноябре 2011 года был введён в эксплуатацию в марте 2013 года.

## Строительство и испытания

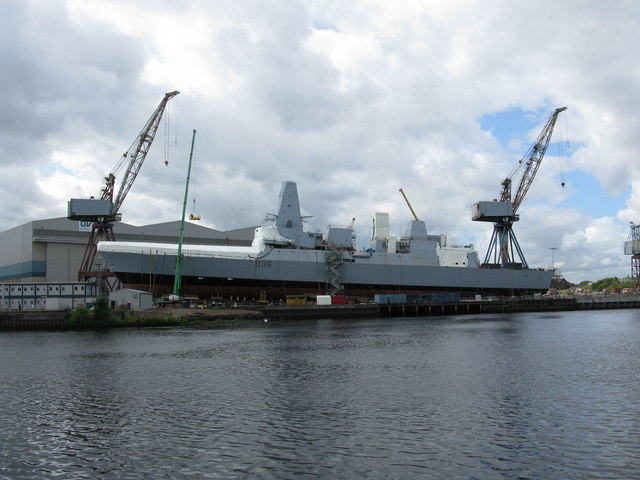
Строительство HMS Defender. 2009 год.

Строительство «Дефендера» началось на верфях BAE Systems Naval (в настоящее время BAE Systems Maritime — Naval Ships) в Говане (Глазго) на Клайде в июле 2006 года. Корабль был спущен на воду 21 октября 2009 года.
21 октября 2011 года покинул верфь Скотстон в Глазго, совершив свой первый рейс ровно через два года после запуска, чтобы провести свою первую стадию морских испытаний. Первые испытания были завершены в середине ноября. 9 марта 2012 года, второй раунд испытаний проходил в течение 28 дней у западной Шотландии.

## История

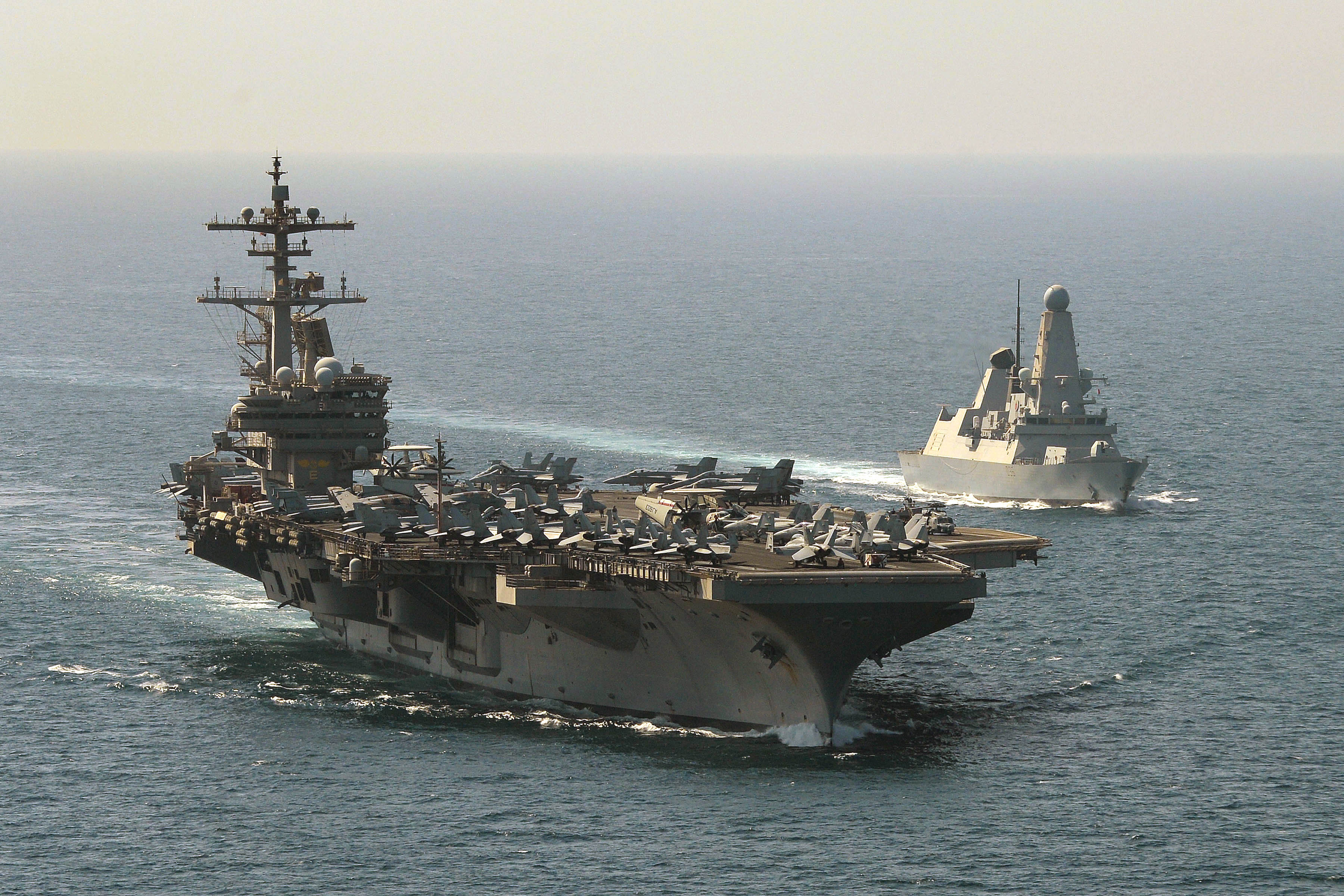
HMS Defender эскортирует авианосец USS George H.W. Bush в Персидском заливе. 2014 год.

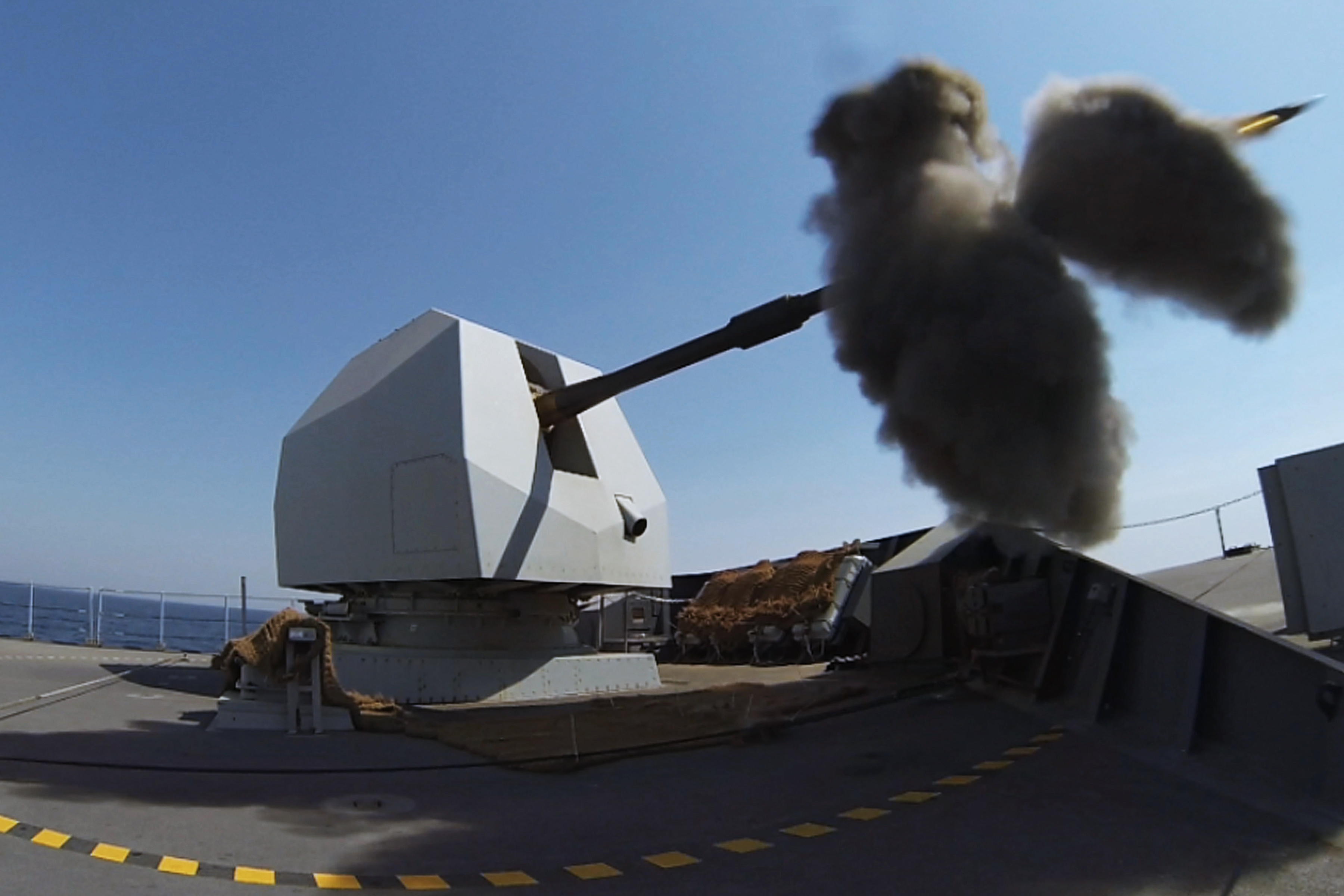
HMS Defender. Стрельба из 114-мм Mark 8 Mod. 1. 2014 год.

«Дефендер» покинул Скотстон и прибыл в Портсмут 25 июля 2012 года, где BAE Systems и Королевский флот провели официальную церемонию передачи. Был введён в эксплуатацию 21 марта 2013 года
19 декабря 2013 года находился в 700 милях от Портсмута к северо-востоку от Шотландии, где встретил целевую группу российских ВМС из шести кораблей, включая флагманский авианесущий крейсер «Адмирал Кузнецов», и сопровождал их вдоль восточного побережья Шотландии в заливе Мори-Ферт.
В 2014 году участвовал в британской Операции «Шейдер» против ИГИЛ, служил в качестве корабля противовоздушной обороны 50-й авианосной ударной группы ВМС США, возглавлявшейся USS George H.W. Bush.
С октября 2015 года был вновь развёрнут на Ближнем Востоке. Затем вместе с французской боевой группой авианосца «Шарль де Голль» был развёрнут у побережья Сирии в качестве сопровождения ПВО.
27 апреля 2016 года сопровождал океанский лайнер Queen Mary 2 через Оманский залив. В июне 2016 года вместе с австралийскими и французскими кораблями захватил в общей сложности 1020 кг гашиша у рыбацкого дау к югу от Омана.
В 2016—2018 годах в течение 20 месяцев был на капитальном ремонте в Портсмуте. Вернулся на действительную службу в апреле 2018 года.
23 июня 2021 года эсминец при переходе из Одессы в Грузию корабль вошёл в воды, относящиеся к 12-мильной зоне у побережья Крыма. В районе крымского мыса Фиолент к кораблю приблизились российские пограничные корабли. По сообщениям российских СМИ, пограничниками был открыт предупредительный огонь. После инцидента корабль покинул 12-мильную зону.

### Сноски
1. ↑  Stewart, Catriona (21 октября 2009). Clyde's new ship to make a splash. Evening Times. Evening Times. p. 22.
2. ↑  Defender resumes her sea trials as new destroyer prepares to join the Fleet. Royal Navy (12 марта 2012). Дата обращения: 15 марта 2012. Архивировано 3 декабря 2013 года.
3. ↑  BBC News - HMS Defender commissioning ceremony held in Portsmouth. Bbc.co.uk (21 марта 2013). Дата обращения: 3 февраля 2014. Архивировано 21 марта 2013 года.
4. ↑  BBC News - HMS Defender returns to Glasgow ahead of public opening. bbc.co.uk (29 ноября 2013). Дата обращения: 3 февраля 2014. Архивировано 29 июня 2021 года.
5. ↑  Ministry of Defence. Destroyer meets Russian task force along UK coastline - News stories. GOV.UK (9 января 2014). Дата обращения: 6 февраля 2014. Архивировано 22 февраля 2014 года.
6. ↑  HMS Defender supports operations against ISIL in the middle east. Royal Navy (3 октября 2014). Дата обращения: 5 декабря 2015. Архивировано 8 октября 2014 года.
7. ↑  Pilmoor, Ellie (20 октября 2015). HMS Defender leaves Portsmouth for nine-month deployment in Middle East. The News. Portsmouth, UK. Архивировано 20 июля 2016. Дата обращения: 19 мая 2016.
8. ↑  British warship set to support French carrier group on ISIL mission. British Ministry of Defence (18 ноября 2015). Дата обращения: 5 декабря 2015. Архивировано 18 ноября 2015 года.
9. ↑  HMS Defender escorts ocean liner through potentially dangerous sea lanes. Portsmouth News (27 апреля 2016). Дата обращения: 21 мая 2016. Архивировано 29 апреля 2016 года.
10. ↑  CMF scores another huge win against drug traffickers. Combined Maritime Forces (8 июня 2016). Дата обращения: 8 июня 2016. Архивировано 9 июня 2016 года.
11. ↑  HMS Defender returns to the fleet fitted for intelligence gathering | Navy Lookout. www.navylookout.com. Дата обращения: 1 июля 2021. Архивировано 9 июля 2021 года.
12. ↑  Бо́льшая часть Крымского полуострова  является объектом территориальных разногласий между Россией, контролирующей спорную территорию, и Украиной, в пределах признанных большинством государств — членов ООН границ которой спорная территория находится.
13. ↑  Совсем не «ржавое корыто»: могли ли корабли ВМФ России догнать британской «Дефендер». Дата обращения: 3 июля 2021. Архивировано 3 июля 2021 года.
14. ↑  Минобороны раскрыло подробности инцидента с британским эсминцем Defender. РИА Новости (23 июня 2021). Дата обращения: 23 июня 2021. Архивировано 23 июня 2021 года.
15. ↑  РИА Новости. Telegram. Дата обращения: 25 июня 2021. Архивировано 25 июня 2021 года.